# Porreras
Porreras (oficialmente en catalán: Porreres) es una localidad y municipio español de la comunidad autónoma de Islas Baleares. Situado en el centro-sur de la isla de Mallorca y perteneciente a la comarca del Llano. 
Limita con los municipios de Llucmajor, Montuiri, San Juan, Villafranca de Bonany, Felanich y Campos.

## Demografía
Porreras cuenta con una población de 5888 habitantes (INE 2024).

### Evolución de la población
| Gráfica de evolución demográfica de Porreras entre 1842 y 2021 |
| |
| Población de derecho según los censos de población del INE. Población de hecho según los censos de población del INE.En estos censos se denominaba Porreras: 1842, 1857, 1860, 1877, 1887, 1897, 1900, 1910, 1920, 1930, 1940, 1950, 1960, 1970, 1981 y 1991. |

## Administración y política
La composición del ayuntamiento de Porreras, después de las elecciones municipales de España de 2019, era:
- PI: 6 regidores
- MÉS: 3 regidores
- PP: 3 regidores
- PSOE: 1 regidor